# Кисас
Киса́с (араб. قصاص‎ — возмездие, воздаяние равным) — в исламском праве категория преступлений, за которые шариат устанавливает точную санкцию — кисас. По общепринятому определению, кисас — это наказание, равное по тяжести совершенному противоправному деянию.

## В Коране и сунне
Кисас упоминается в Коране и сунне пророка Мухаммеда. Аналогичный иудейский принцип «око за око» также упоминается в суре аль-Маида 44—45 (араб. الْعَيْنَ بِالْعَيْنِ‎).
Основными преступлениями данной категории считаются умышленное убийство и телесные повреждения необратимого характера. Если же смерть произошла из-за несчастного случая (в драке, по небрежности, по неопытности), то вместо кисаса выплачивается дийя. Дийа ложится, в том числе и на близких родственников убийцы.
Кисас может быть заменен выкупом за убитого (дийя) или выкупом за ранение (арш). Во времена пророка Мухаммада дийя была равна стоимости 100 верблюдов (200 быков или 2000 овец). Размер арша различается в соответствии с тяжестью увечья. Так, например, за отсечение руки арш равен половине дийи; выбитый зуб — одна десятая дийи и так далее.
В настоящее время кисас применяется во многих мусульманских странах (Саудовская Аравия и Иран и др.). Он налагается только по приговору суда только в чрезвычайных случаях, так как шариатские суды стараются ограничиться взысканием дийи. Осуществление кисаса производится палачом, либо кем-нибудь из родственников потерпевшего. В том случае, если виновный скрылся от суда, то он заочно приговаривается к изгнанию, а выплата дийи налагается на его родственников.
Кисас не применяется по отношению к несовершеннолетним детям или к людям, имеющим психические заболевания.

## Известные случаи
Применение кисаса привлекло к себе внимание западных СМИ в 2009 году. В 2004 году Маджид Мовахеди ослепил Амене Бахрами, плеснув ей в лицо серной кислотой. Совершить приговор должна была сама пострадавшая, закапав в каждый глаз Маджида Мовахеди по 5 капель кислоты. В 2011 году по просьбе Бахрами приговор был изменён на денежный выкуп.